# مجلس النواب الأرجنتيني
مجلس النواب الأرجنتيني (بالإنجليزية: Argentine Chamber of Deputies)‏  هو الهيئة التشريعية في الأرجنتين، ويتكون من 257 مقعداً، يقع المقر الرئيسي له في قصر الكونغرس الوطني الأرجنتيني، وهو المجلس الأدنى في الجمعية الوطنية للأرجنتين ‏.

## طالع أيضًا
- الجمعية الوطنية للأرجنتين [الإنجليزية]‏